# غياث الدين باراق
كان باراق خانًا من خانية جغتاي (1266–1271). وهو ابن يسونتوا، وحفيد جغتاي خان. اعتنق الإسلام واتخذ اسم غياث الدين.

## الخلفية
انتقلت عائلة باراق إلى الصين بعد نفي والده من قبل الخان العظيم منكو خان لدعمه آل أوقطاي خان. نشأ باراق في مخيم قوبلاي خان وتميز هناك.

## أوائل 1260

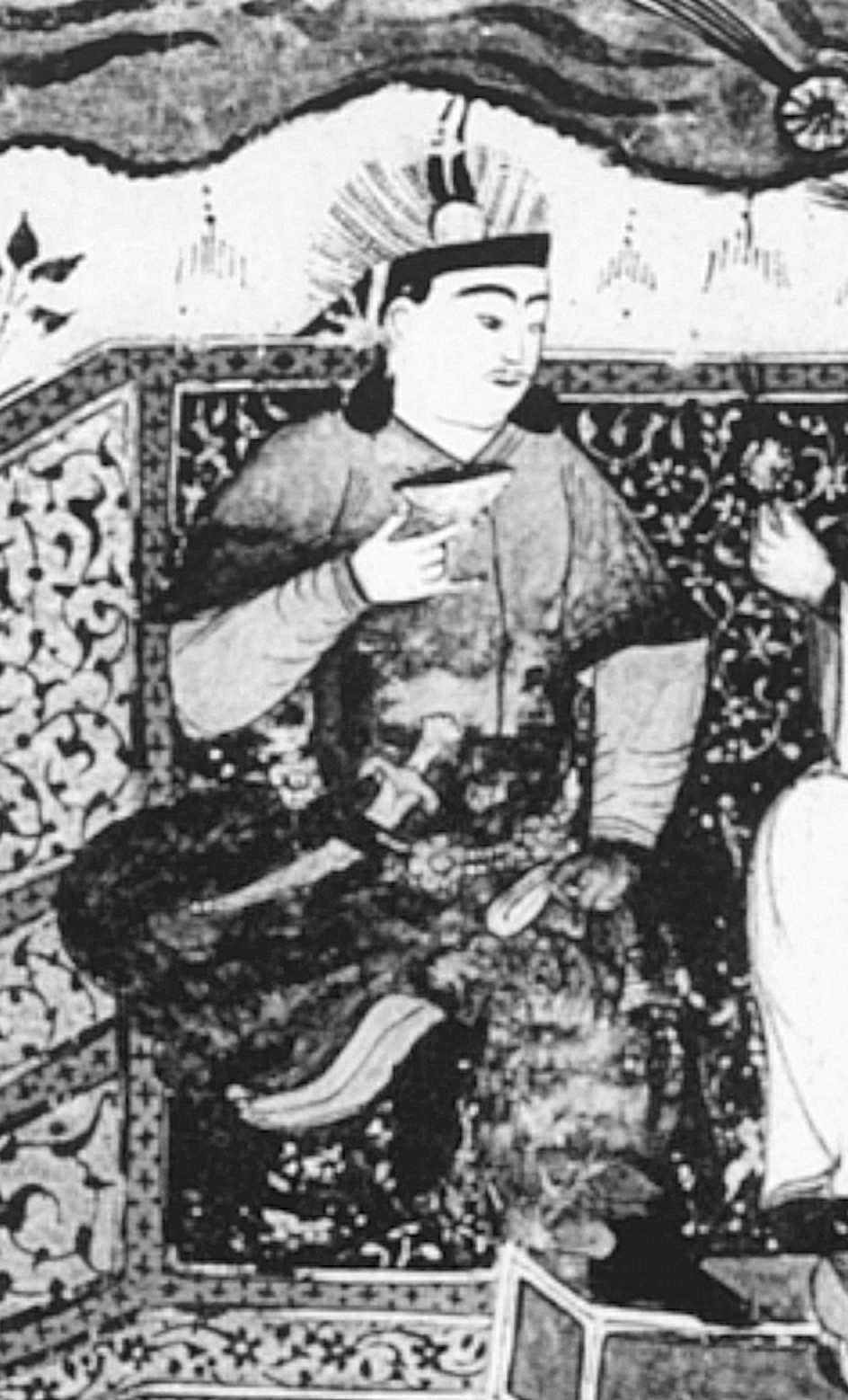
مبارك شاه، أو البراق (جقطاي خان)

في وقت ما في أوائل ستينيات القرن التاسع عشر سافر إلى آسيا الوسطى وحصل على ثقة مبارك شاه. عندما تم تنصيب الأخير مرة أخرى باسم جغتاي خان في عام 1266، حصل باراق على دعم الجيش لانقلاب، وعزل مبارك شاه في سبتمبر من ذلك العام. على الفور تقريبًا، تخلى عن سلطة قوبلاي باعتباره خانًا عظيمًا. قام بإزالة ممثل قبلاي في تركستان الصينية، واستبدله بأحد حكامه. منع جيشه المتفوق ضباط قوبلاي من طرده، ودمرت قواته ختن. ومع ذلك، أعترف به قوبلاي خان في عام 1268، في محاولة لإنهاء الصراع والتركيز على كايدو.
عندما تقدم كايدو نحو باراق، نصب الأخير فخًا لقوات الغزاة على ضفة نهر سيحون، وهزم قواته. لكن في المعركة التالية، استطاع كايدو من هزيمة باراق بالقرب من خوجاند بمساعدة من منغو تيمور، خان القبيلة الذهبية الذي أرسل 3 تومينات تحت قيادة عمه بيرخي شير. ثم قام كايدو بتدمير بلاد ما وراء النهر. فر باراق إلى سمرقند، ثم إلى بخارى، وقام بنهب المدن على طول الطريق في محاولة لإعادة بناء جيشه. أثارت هذه التصرفات قلق كايدو، الذي لم يكن يريد للمنطقة لمزيد من الدمار. احتاج كايدو أيضًا إلى تحرير جيشه من أجل صراع محتمل مع قوبلاي. لذلك تم اقتراح معاهدة سلام، وتعرض باراق لضغوط من حكام المناطق المستقرة في الخانات، مسعود بك ودايفو، ليقبل. ففعل، وأعلن السلام، مع أن المصادر تتعارض على الزمان والمكان. يدعي رشيد الدين أن الاجتماع عقد في ربيع عام 1269 في طلاس، بينما كتب وصاف أنه جرى في حوالي عام 1267 جنوب سمرقند. على أي حال، تم منح ثلثي بلاد ما وراء النهر إلى باراق، بينما ذهب الثلث الآخر إلى كايدو ومنغو تيمور. كما سيطر كايدو على المنطقة المحيطة ببخارى. لم يسيطر أي من الجانبين على المدن. وبدلاً من ذلك، انتقلت الإدارة المباشرة لتلك المدن إلى مسعود بيك، بينما وافق باراق وكايدو على الإقامة فقط في الصحاري والجبال.
كان باراق مستاء من الاتفاق. عندما كان كايدو مشغولاً بصراعه مع منغو تيمور لمحاولة الأخير الاستيلاء على نصيب كايدو من بلاد ما وراء النهر، أرسل باراق قوات لإعادة احتلال بخارى في انتهاك للهدنة. كما حاول لاحقًا نهب كل من سمرقند وبخارى، وتعرض مسعود بيك لضغوط شديدة لمنع ذلك. ومع ذلك، عندما قرر مهاجمة الدولة الإلخانية من أجل الحصول على مرعى أكبر، وافق كايدو على ذلك، لأن أباقا خان الإخاني كان حليفًا لقوبلاي. قدم كايدو قوات لباراق ليغزوا بها لإلخانات، الذي بدأ في عام 1269 أو 1270. كان قبجاق، الذي كان أول من اقترب من باراق وطلب السلام، وشبات، حفيد غيوك خان، من بين ممثلي كايدو داخل جيش باراق. أقنع باراق قائد شغديد الذي كان تحت خدمة أباقا، تيغودر، بالثورة ضد الإلخانات، وهزم بنفسه قوات إلخان في خراسان. بعد ذلك بوقت قصير، دخل قبجاق في جدال مع قائد باراق جلايرتاي، واستخدم هذا الجدال كذريعة للعودة إلى كايدو. أرسل باراق شقيقه، ولاحقًا جلايرتاي، لاستعادة قبجاق، ولكن دون جدوى. وسرعان ما تخلى شبات عن الجيش، مع أن الكثير من قواته سحقها ابن باراق في بخارى. احتجاجات باراق على كايدو لم تكن فعالة. حتى أن الأخير دخل في علاقات ودية مع أباقا.